# Osvaldo Peruzzi
Osvaldo Peruzzi (Milano, 25 maggio 1907 – Livorno, 30 dicembre 2004) è stato un pittore italiano.
Aderente al futurismo e esponente dell'aeropittura è stato attivo fino al 2004.

## Biografia
Nato a Milano nel 1907, figlio di Guido e Melania Rinaldi, la sua famiglia si trasferì nel 1908 a Livorno dove nel 1924 Peruzzi conseguì il diploma presso il locale Istituto tecnico industriale. Successivamente tornò a Milano per frequentare il Politecnico, dove ottenne la laurea in ingegneria nel 1932. Già quattro anni prima aveva aderito al Futurismo e - dopo aver conosciuto Filippo Tommaso Marinetti, Enrico Prampolini e Bruno Munari - alla fine del 1931, espose al bar Taveggia tredici pastelli ispirati al cinema americano e al jazz.
Nel 1933 partecipa alle mostre Omaggio futurista a Umberto Boccioni (Galleria Pesaro di Milano) di Palazzo Ferroni a Firenze, alla prima mostra nazionale d'arte futurista di Roma e a cura di Marinetti, Fillia e Mino Rosso alla mostra nazionale futurista (Bottega d'arte di Livorno). Tra il 1933 e il 1935 collaborò alle riviste La città nuova e Stile futurista.
Nel 1934, partecipò alla Mostra di Aeropittura Futurista tenutasi ad Amburgo, in Germania. Quattro anni dopo, nel 1938, sposò Irma Ricci. Dal loro matrimonio nacquero due figlie: Stella, nata nel 1939, e Cristina, nata nel 1947.
Dagli anni trenta a inizio anni quaranta, partecipa alle Biennali e Quadriennali svoltesi in quel decennio. Nel 1941 pubblicò il manifesto “Plastica delle essenze individuali”. Nel 1942 sue opere figurarono comunque alla III Mostra del Sindacato nazionale fascista di belle arti di Milano e alla XIII Biennale di Venezia.
Nel 1940 venne chiamato alle armi e trasferito al Comando addestramento di Volterra. Promosso tenente, fu dislocato presso il 3º reggimento Artiglieria di Firenze (1941) quindi a Lecce e di lì a Bengasi, sul fronte libico. Nel 1943, mentre il suo studio a Livorno veniva bombardato, fu fatto prigioniero ad Hammamet, in Tunisia, e deportato negli Stati Uniti nel campo di prigionia di Weingarten (Missouri), dove riprese a dipingere e allestì due personali (1943-44). Una terza esposizione ebbe luogo nel 1945 al Rotary Club di Bonne Terre (Missouri).
Nel dopoguerra tornò a Livorno, dove riorganizzò lo studio e la vetreria, che guidò fino al 1971. Nel 1967 Peruzzi aderì al manifesto Futurismo-oggi di Enzo Benedetto e all’omonima rivista, partecipando alle mostre da questi organizzate. Nel 1975 Peruzzi pubblicò la monografia dedicata al pittore macchiaiolo Ulisse Pichi.
Nel 1975 il critico d'arte Fernando Miglietta pubblica il volume FUTURISMO Linea sino a Peruzzi, con prefazione di Bruno Munari. Una disamina del movimento futurista con uno spaccato monografico su Osvaldo Peruzzi (dalla presentazione di F.T. Marinetti del 1941 alla definizione dell'opera futurista di Peruzzi degli anni settanta). [ Contiene due lettere autografe di Peruzzi indirizzate al critico Miglietta in cui precisa i fondamenti della sua pittura futurista]
Nel 1981 il critico d'arte Marzio Pinottini curò una personale di Osvaldo Peruzzi a Torino tenutasi alla Galleria Narciso.
Nel 2001 ha partecipato alla esposizione retrospettiva “Futurismo 1909 – 1944” a Roma (Palazzo delle Esposizioni di Roma).
Ha collaborato a diverse riviste futuriste: tra esse, negli anni trenta a cura di Fillia:  “La città nuova” e “Stile futurista”; nel secondo dopoguerra, anni settanta e ottanta con Enzo Benedetto e la rivista “Futurismo Oggi".
Su Osvaldo Peruzzi hanno scritto diversi critici d'arte e giornali, tra cui Enrico Crispolti, Massimo Duranti, Luigi Tallarico, Fernando Miglietta, Marzio Pinottini, Antonio Caggiano.
Il Fondo Osvaldo Peruzzi, presso la Fondazione Primo Conti, conserva e documenta l'intera opera dell'artista.
Sue opere sono esposte a Livorno presso la Fondazione Livorno.

## Curiosità
Un suo quadro, "Quartetto Jazz" (1972), appare sulla copertina del libro di Andrea Pellegrini e Maurizio Mini "Livorno dalla musica americana al Jazz", Erasmo ed., Livorno 2013.